# バトルファイターズ 餓狼伝説
『バトルファイターズ 餓狼伝説』（バトルファイターズ がろうでんせつ）は、1992年12月23日にフジテレビ系列で単発の特番として放送されたアニメ作品。
続編の『バトルファイターズ 餓狼伝説2』（バトルファイターズ がろうでんせつツー）は、1993年7月31日にフジテレビ系列で放送された。

## 概要
シリーズについて
基本的にはゲーム版を原作としたオリジナルストーリーとなっており、物語のキーとなるアニメオリジナルキャラクターも登場している。
主人公のテリー・ボガード役の声は少年隊の錦織一清が担当している。
テリーの基本ファイティングスタイルはゲーム版と異なり、伝統的な空手のものにアレンジされたほか、シリーズを通して空手でいう後屈立ち手刀受けのような構えから引き手を腰に引く逆突きを多用する場面が見られた。
バトルファイターズ 餓狼伝説
ゲーム版の原作ストーリーに沿った形で物語が進む。アニメ版オリジナルキャラクターとしてギース・ハワードに貧民街から拾われて育った美女のリリィ・マクガイヤーが登場し、テリーとの関係はアニメ版において重要な位置付けとなる。なお、時代背景は1991年。
ジョー・ヒガシ役の声に格闘家の佐竹雅昭が起用された。
バトルファイターズ 餓狼伝説2
ゲーム版原作を基準としたオリジナルストーリーで物語が進む。アニメ版オリジナルキャラクターとしてテリーに憧れる少年のトニーや、原作と異なった年齢設定（26歳）のヴォルフガング・クラウザーが登場する。なお、時代背景は1992年。
放送時間の都合上、テレビ放送時にはチン・シンザンとビッグ・ベアの登場シーンがカットされたが、後に発売されたVHS/LD/DVDには収録されている。
視聴率が良く、放送後にはフジテレビに約2000通のファンレターが届くなど大変好評であり、翌年の1994年にはファンの期待に応えるべくオリジナル劇場版『餓狼伝説 -THE MOTION PICTURE-』が製作された。
なお、キャラクターデザイナーの大張正己が2022年に自身のTwitterにて明かしたところによれば、制作当時はエンディング後にリョウ・サカザキを登場させる予定であり、キャラクターデザインもラフまで進んでいたという。
「3（完結編）」について
大張は、1と2を収録したDVDのブックレットにて、「テリーとギースの宿命の戦いに決着を付けさせたい」「3DCGを多用したアクション満載の作品にしたい」と語り、完結編の構想を練っていた。また、ゲーメストムック『餓狼伝説3』のインタビュー記事にて、3のアニメに関する項目で放送予定があると語っていた。その後、実は劇場版の制作中に3の制作が決定したが実現できなかったことを、2022年に自身のTwitterにて明かしている。

## スタッフ
- 企画：清水賢治（フジテレビ）、片岡義朗（NAS）
- 原作：エス・エヌ・ケイ/NEO-GEO
- 監督：福富博（1）、古橋一浩（2）
- 脚本：山田隆司
- キャラクターデザイン・総作画監督：大張正己
- 美術監督：西倉力（1）、西川淳一郎（2）
- 撮影監督：森下成一
- 音響監督：三間雅文
- 音楽監督：菅野こうめい（1）
- 音楽：
  - 増田俊郎、新世界楽曲雑伎団（SNKサウンドチーム）（1）
  - 佐橋俊彦（2）
- プロデューサー：鈴木吉弘（フジテレビ）、山崎立士（NAS）、茂垣弘道（コメット）
- 製作協力：スタジオコメット
- 製作：フジテレビ、NAS

## 登場キャラクター・声の出演

### バトルファイターズ 餓狼伝説
- テリー・ボガード：錦織一清（少年期：柏倉つとむ）
  - 10年前、目の前で父・ジェフを殺され打倒ギースに燃える青年。10年の武者修行中に会得したマーシャルアーツを駆使する。酒場で出会ったジョーと対戦して意気投合し、再会したアンディと共にキングオブファイターズに出場する。幼少時にジェフ殺害に関与していたリリィと出会うが、お互いに惹かれあった。やがて八極正拳の継承者としてタンに認められ、ギースを倒した。
- アンディ・ボガード：難波圭一（少年期：丸尾知子）
  - テリーの弟で骨法の使い手。テリー同様、打倒ギースに燃える。ジョーとは日本での修行中に出会った旧知の仲。
  - テリーと再会し、勝った方が八極正拳の継承者になるとしてキングオブファイターズに参加。準決勝でテリーとの対戦になるがギースの妨害により大会ごと中止となる。タンを失った怒りの中でギースへの復讐にジョーと向かうも、ギースには敵わずジョーと共に敗れ、テリーにジェフとタンの敵討ちを託す。
- ジョー東：佐竹雅昭
  - アンディが日本で修行中に出会ったムエタイ使いの格闘家。その頃にアンディにあばら骨を2本折られている。世間でもムエタイチャンプとして名が知れている。酒場でテリーの乱闘騒ぎに巻き込まれ、警官が現れたため逃亡の末に意気投合する。アンディからテリーのことを聞いていたため、彼の動きを見ただけでテリーと見抜いた。
  - キングオブファイターズを二人に紹介し共に参加。テリー対アンディの対戦を観戦中にスナイパーの存在に気付き、二人をかばって被弾する。逃亡後、ジェフの敵討ちに燃えるアンディに付き合い、致命傷は避けたが傷は深く、ライデンに辛勝するがギースに倒された。
- ジェフ・ボガード：石塚運昇
  - テリー、アンディ兄弟の父。八極正拳継承者に選ばれる実力者だったが、二人の眼前でギースに敗れ殺害された。
- タン・フー・ルー：矢田耕司
  - ジェフ、ギースの師であり、八極正拳継承者。ギースの危険性から彼を破門し、ジェフを継承者としていたがジェフを殺されてしまう。その後、テリーとアンディに10年の修行を積ませて再会。テリーとアンディの勝った方を継承者にするとしていた。しかしキングオブファイターズではギースの邪魔が入り、逃走の手助けをするがビリーの一撃で瀕死の重症をおってしまう。残り僅な命を燃やして起き上がりテリーに最終奥義を伝授して息を引き取った。
- リリィ・マクガイヤー：井上喜久子
  - サウスタウンクイーンと呼ばれる程の美女。幼い頃にギースによって貧民街から拾われ、10年前にはジェフ暗殺のために他の子供達共々利用されていた。
  - 偶然にもテリーと出会い、知らぬ内にお互い惹かれ始めるが、ギースからテリー暗殺を託されたため、全てを語る。キングオブファイターズから逃走するテリー達に協力するが、裏切りを知ったギースによって殺された。
- ビリー・カーン：中村大樹
  - ギースの片腕の棒使い。主にリッパーたちと同様に諜報が任務。常にギースの隣にいてボディーガードも務めている。逃走するタンに致命傷を負わせた。最終決戦ではアンディと対戦した。
- ライデン：江川央生
  - ギースの片腕の悪役レスラー。
- ギース・ハワード：柴田秀勝
  - サウスタウン闇社会の支配者。ジェフより強かったが八極正拳奥義継承に選ばれなかったため、秘伝書を盗み継承者であったジェフを殺害した。
  - ジェフ殺害から10年後、キングオブファイターズに参加を表明したテリーとアンディがジェフの養子であることを知る。復讐に燃えるアンディと彼に同行したジョーを倒す。その後、奥義を会得して駆けつけたテリーと直接対決する。テリーを圧倒し奥義旋風拳にも耐えたが、死んでいった人達の想いを力に変えたテリーの波動旋風脚により、ついに倒された。
- ホア・ジャイ：江川央生
  - ムエタイの元チャンピオン。キングオブファイターズでアンディと対戦するも一瞬で倒されてしまった。
- リチャード・マイヤ
  - キング・オブ・ファイターズ参加者。テリーの対戦相手だったがライジングタックルで敗北。

### バトルファイターズ 餓狼伝説2
- テリー・ボガード：錦織一清
  - ギースを更に上回る存在クラウザーに完敗し、恐怖から酒浸りになる。自分を慕い続ける少年トニーの姿を見てやがて奮起し、アンディとの戦いの後、クラウザーとの再戦に臨んだ。
- アンディ・ボガード：難波圭一
  - 日本で修業を積んでいたが、ジョーからテリーがクラウザーに敗れたことを知り、クラウザーに挑もうとする。
- ジョー東：檜山修之
  - クラウザーに敗れたことで戦意を喪失したテリーに失望、自らクラウザーに挑むも敗北し、重傷を負う。見舞いに駆け付けたテリーに、彼の闘志が復活した様子を喜び、打倒クラウザーの意志を託す。
- キム・カッファン：中村大樹
  - テコンドーのチャンプ。礼儀正しい性格で、テリーとの対戦を快諾された。
- ビッグベア：江川央生
  - ライデンがマスクを脱いだ正統派レスラー。ジョーへのリベンジに燃えるが、瞬時に敗北してしまう。
- チン・シンザン：河合義雄
  - プロモーター。ジョーとライデンの試合を組ませた。
- 不知火舞：三石琴乃
  - アンディとは日本で幼馴染だったくのいち。
  - ドイツ街中で襲撃してきたローレンス･ブラッドと対戦するも敗北。アンディをおびき寄せる人質にされてしまうがアンディに無事に救い出された。
- ビリー・カーン：中村大樹
- ギース・ハワード：柴田秀勝（少年期：大倉正章）
  - サウスタウンの支配者であったが、テリーに敗れて以降、姿をくらましていた。クラウザーの母親違いの兄にあたり、テリーに興味を抱いたクラウザーに彼のことを教える。
  - 療養中であったが、部下達を操り事態に影から関与していた。
- 山田十平衛：八奈見乗児
  - アンディの日本での師匠。アンディたちにクラウザーについての情報を伝えた。老いてなおスケベであり、自宅を訪れた舞の胸を揉んだために、怒った舞に扇子で殴り倒される。その後、勇んでクラウザーに挑もうとするアンディと戦った。
- アクセル・ホーク：掛川裕彦
  - 酒場で潰れていたテリーに勝負を挑んだ元ボクシングチャンピオン。酒浸りになったテリーの姿を見て落胆し、部下のボクサーとトニーを戦わせた。ボクサーのパンチに耐え続けるトニーの姿を見て奮起したテリーに一撃で敗北した。
- ローレンス・ブラッド：戸谷公次
  - クラウザーの忠実な部下。シュトロハイム城を探る舞を襲い勝利するが、駆けつけたアンディに完敗した。
- ヴォルフガング・クラウザー：鈴置洋孝
  - シュトロハイム家35代目当主。「シュトロハイム家始まって以来の天才」と言われている。
  - 10年前に父を倒して当主の座に就いて以来、対等な対戦相手に巡り会えず、空虚な日々を過ごしていたが、ギースを倒した男テリーに興味を抱き勝負を挑む。八極正拳奥義・波動旋風脚を見切り、即座に真似てみせる程の格闘センスの持ち主。一時的に、テリーに戦意を喪失させるほどの強さを見せつけた。ギースとは異母兄弟にあたる。
- トニー：菊池正美
  - テリーに憧れる少年で、母と共に暮らしている。父親はストリートファイターだったが亡くなっている。4人の少年達にいじめられているが、喧嘩で負けたことは無いらしい。だが今回の喧嘩はヒーローごっこにケチを付けた彼が悪い。（リーダー格らしき少年に「太った豚」と呼んでしまった。）
- ルドルフ・クラウザー
  - シュトロハイム家34代目当主。ヴォルフガング、ギースの実父。16歳にヴォルフガングとの戦いで絶命した。

## バトルファイターズ 餓狼伝説

### ストーリー
八極正拳を手中に収めんとするギース・ハワードは奥義秘伝書を盗み出し、伝承者のジェフ・ボガードを殺害する。目の前で養父を殺され復讐を誓う幼きテリーとアンディにタンは10年後に伝承者として相応しく成長した者に八極正拳を継承させるとして修行の旅に出した。10年後、サウスタウンに戻ってきたテリーはリリィ・マクガイヤー、ジョー・ヒガシと出会い、アンディとも再会する。3人はギースの主催する格闘大会『キングオブファイターズ』に参加して、ギースに近づこうとする。一方ボガード兄弟の素性を知ったギースは2人を暗殺しようと目論む。

### 主題歌
- ED「Fly Away（この愛のメモリー）」　作詞 - 菅野こうめい / 作曲・編曲 - 佐橋俊彦 / 歌 - 結城めぐみ
- 挿入歌「Bye Bye My Love」　作詞 - 菅野こうめい / 作曲 - 佐橋俊彦 / 歌 - 結城めぐみ

## バトルファイターズ 餓狼伝説2

### ストーリー (2)
「影の帝王」ヴォルフガング・クラウザーは異母兄ギースを倒したテリー・ボガードに興味を抱いた。テリーを訪れたクラウザーはテリーを圧倒した上で八極聖拳奥義「波動旋風脚」を一目で真似てみせる。完敗を喫したテリーはクラウザーへの恐怖から酒浸りになってしまう。ジョーからその知らせを聞いたアンディは山田十平衛の制止を振り切ってクラウザーのもとへ向かった。ジョーもクラウザーに挑むが、圧倒的な力の差の前に返り討ちにあってしまう。一方、少年トニーにかつての自分の姿を見たテリーは再び奮い立つ。ジェフの墓前でアンディと再会したテリーはより餓えた狼となるべく弟と拳を交える。新必殺技「パワーゲイザー」を編み出したテリーが再びクラウザーに立ち向かう。

### 主題歌 (2)
- ED「CALLING」　作詞 - TUSK / 作曲 - KEN / 編曲・歌 - Zi:Kill

### 放送局
| 放送地域       | 放送局             | 放送日時      | 放送時間 | 放送系列                                     | 遅れ日数   |
| 関東広域圏     | フジテレビ         | 1993年7月31日 | 14:30-   | フジテレビ系列                               | 制作局     |
| 北海道         | 北海道文化放送     | 1993年7月31日 | 14:30-   | フジテレビ系列                               | 同時ネット |
| 岩手県         | 岩手めんこいテレビ | 1993年7月31日 | 14:30-   | フジテレビ系列                               | 同時ネット |
| 宮城県         | 仙台放送           | 1993年7月31日 | 14:30-   | フジテレビ系列                               | 同時ネット |
| 秋田県         | 秋田テレビ         | 1993年7月31日 | 14:30-   | フジテレビ系列                               | 同時ネット |
| 福島県         | 福島テレビ         | 1993年7月31日 | 14:30-   | フジテレビ系列                               | 同時ネット |
| 長野県         | 長野放送           | 1993年7月31日 | 14:30-   | フジテレビ系列                               | 同時ネット |
| 静岡県         | テレビ静岡         | 1993年7月31日 | 14:30-   | フジテレビ系列                               | 同時ネット |
| 富山県         | 富山テレビ         | 1993年7月31日 | 14:30-   | フジテレビ系列                               | 同時ネット |
| 石川県         | 石川テレビ         | 1993年7月31日 | 14:30-   | フジテレビ系列                               | 同時ネット |
| 福井県         | 福井テレビ         | 1993年7月31日 | 14:30-   | フジテレビ系列                               | 同時ネット |
| 中京広域圏     | 東海テレビ         | 1993年7月31日 | 14:30-   | フジテレビ系列                               | 同時ネット |
| 島根県・鳥取県 | 山陰中央テレビ     | 1993年7月31日 | 14:30-   | フジテレビ系列                               | 同時ネット |
| 広島県         | テレビ新広島       | 1993年7月31日 | 14:30-   | フジテレビ系列                               | 同時ネット |
| 岡山県・香川県 | 岡山放送           | 1993年7月31日 | 14:30-   | フジテレビ系列                               | 同時ネット |
| 愛媛県         | テレビ愛媛         | 1993年7月31日 | 14:30-   | フジテレビ系列                               | 同時ネット |
| 福岡県         | テレビ西日本       | 1993年7月31日 | 14:30-   | フジテレビ系列                               | 同時ネット |
| 佐賀県         | サガテレビ         | 1993年7月31日 | 14:30-   | フジテレビ系列                               | 同時ネット |
| 長崎県         | テレビ長崎         | 1993年7月31日 | 14:30-   | フジテレビ系列                               | 同時ネット |
| 熊本県         | テレビ熊本         | 1993年7月31日 | 14:30-   | フジテレビ系列                               | 同時ネット |
| 近畿広域圏     | 関西テレビ         | 1993年7月31日 | 14:35-   | フジテレビ系列                               | 5分遅れ    |
| 鹿児島県       | 鹿児島テレビ       | 1993年8月1日  | 13:05-   | フジテレビ系列                               | 1日遅れ    |
| 宮崎県         | テレビ宮崎         | 1993年8月7日  | 14:30-   | フジテレビ系列 日本テレビ系列 テレビ朝日系列 | 7日遅れ    |
| 新潟県         | 新潟総合テレビ     | 1993年8月7日  | 14:30-   | フジテレビ系列                               | 7日遅れ    |
| 大分県         | テレビ大分         | 1993年8月8日  | 14:00-   | フジテレビ系列 日本テレビ系列                | 8日遅れ    |
| 沖縄県         | 沖縄テレビ         | 1993年8月8日  | 14:00-   | フジテレビ系列                               | 8日遅れ    |
| -------------- | ------------------ | ------------- | -------- | -------------------------------------------- | ---------- |

## 映像ソフト
VHSは1と2それぞれ単巻で、LD及びDVDは両作をセットで収録した「バトルファイターズ餓狼伝説1&2」として発売。
- VHS/LD　（キングレコード発売）　※廃版
  - 「2」の映像特典としてネオジオソフト「餓狼伝説スペシャル」TVCM全バージョンを収録。
- DVD　（キングレコード販売）（マーベラスエンターテイメント（現マーベラス）発売）　※廃版
  - 映像特典としてポニーキャニオンより1993年に発売された攻略ビデオ「餓狼伝説2 奥義伝承編」の一部をダイジェスト収録。

Blu-rayは2021年に同作品初となるHDリマスター版がDiscotek Mediaより北米正規品として発売。日本国内では未発売。

## 書籍
『バトルファイターズ 餓狼伝説 Vol.1』（1994年3月、小学館（スーパークエスト文庫）、ISBN 4-09-440161-X）
本作の脚本を担当した山田隆司によるノベライズ。アニメ1作目の内容をベースに、ギースの過去やクラウザー絡みなど2作目に繋がる描写を加えた内容となっている。アニメ版以上にゲーム本編に無いオリジナル設定が追加されている。
『パーフェクトコレクション バトルファイターズ 餓狼伝説』（1994年5月、メディアワークス（電撃ムックシリーズ）、ISBN 4-07-301049-2）
本作のアニメ1・2作のストーリー紹介、テレビ未放映部分、大張正己の描き下ろしイラスト集、ガイドブック。
『電撃ポストカード文庫 バトルファイターズ 餓狼伝説』（1994年7月、メディアワークス、ISBN 4-07-301470-6）
ページが絵ハガキになっており、切り取って使用可能。画・大張正己。